# Gastão Vidigal
Gastão Vidigal là một đô thị ở bang São Paulo của Brasil. Đô thị này có diện tích 180,818 km².

## Địa lý
Đô thị này nằm ở vĩ độ 20º47'55" độ vĩ nam và kinh độ 50º11'13" độ vĩ tây, trên khu vực có độ cao 401 m. Dân số năm 2004 ước tính là 3.459 người.

### Thông tin nhân khẩu
Dữ liệu dân số theo điều tra dân số năm 2000
Tổng dân số: 3.586
- Dân số thành thị: 2.936
- Dân số nông thôn: 650
- Nam giới: 1.794
- Nữ giới: 1.792

Mật độ dân số (người/km²): 19,83
Tỷ lệ tử vong trẻ sơ sinh dưới 1 tuổi (trên một triệu người): 17,70
Tuổi thọ bình quân (tuổi): 70,27
Tỷ lệ sinh (số trẻ trên mỗi bà mẹ): 1,94
Tỷ lệ biết đọc biết viết: 87,32%
Chỉ số phát triển con người (HDI-M): 0,768
- Chỉ số phát triển con người - Thu nhập: 0,707
- Chỉ số phát triển con người - Tuổi thọ: 0,754
- Chỉ số phát triển con người - Giáo dục: 0,842

(Nguồn: IPEADATA)

### Các xa lộ
- SP-473
- SP-461